# 大口尖齿鲨
大口尖齿鲨（学名：Chaenogaleus macrostoma），是沙条鲛科尖齿鲨属一种，分布于印度洋及太平洋西部的海域。本种由荷兰学者彼得·布莱克尔于1852年描述发表。其种加词“macrostoma”意为“大口的”。